# 75-ös trolibusz (Budapest)
A budapesti 75-ös jelzésű trolibusz a Puskás Ferenc Stadion metróállomás és a Jászai Mari tér között közlekedik. A viszonylatot a Budapesti Közlekedési Zrt. közlekedteti a Budapesti Közlekedési Központ megrendelésére.

## Története
1952 októberében a Sztálin-szobor felavatása után, a Dózsa György út Thököly út és a Podmaniczky utca közötti szakaszán elbontották a villamospályát. A vonalon a közlekedés 1954. december 31-én indult meg. A nagy forgalma miatt 1960-ban a még abban az időben használt Ikarus 60T típusú trolibuszokhoz pótkocsit csatlakoztattak, amelyek a székesfehérvári Általános Mechanikai Gépgyárban készültek. A pótkocsik a nehéz manőverezhetőség miatt a belvárosban nem közlekedhettek. Többnyire a 75-ös vonalon teljesítettek szolgálatot. A csuklós trolik forgalomba állításával párhuzamosan 1970-re mind a huszonegy darabot selejtezték. 1968-ban a 75-ös csúcsidőben is percenként indult el a két végállomásról. 1955. május 16-án betétjárat is indult 75A jelzéssel, ami a Hungária körúton a Thököly út és a Népliget között közlekedett. Az M3-as metró Élmunkás tér (ma: Lehel tér) és az Árpád híd (ma: Göncz Árpád városközpont) közötti szakaszának építésekor a 75-ös trolibuszt a Jászai Mari térre helyezték át, de 1984-ben visszakerült a korábbi végállomására a Dózsa György útra. 1985. december 6-án módosították útvonalát a Városligetnél, mert tervbe vették, hogy a felvonulási térnél épüljön fel az új Nemzeti Színház, ezért a régi, Liget peremét követő útvonala helyett a Dvořák sétány – Népstadion út (ma Olof Palme sétány) útvonalon éri el a Hősök terét. 1988-ban a Népstadion végállomását áthelyezték a Népstadion útra. 1993-ban az 1-es villamos elérte a Kerepesi utat. Megszűnt az 55-ös busz és 1995-ig újraindult a 75A trolibusz. 2000. július 3-án az 1-es villamos Közvágóhídig tartó szakaszának építése miatt a Stadionok metróállomásig rövidült.
2008. augusztus 21. óta ismét a Jászai Mari tér megállóhelyig közlekedik. A 79-es trolibusz pedig a 75-ös trolibusz régi Dózsa György úti végállomását vette át.
2016. április 23-ától 2016. július 10-ig a Kárpát utca felújítása miatt, majd 2016. október 24-étől 2016. november 6-ig a Dráva utca felújítása miatt a járművek a Jászai Mari tér felé a Pannónia utcán át közlekedtek. A vonalon hétköznap autóbuszok is jártak.
2017. október 30-ától a Jászai Mari tér felé is a Dózsa György úton közlekedik a Városliget érintése nélkül, a Dvořák sétány és a Gundel Károly út közti megállóhelyek helyett a Benczúr utcánál és a Hősök terénél áll meg.
2022. január 15-étől hétvégente és ünnepnapokon a trolibuszokra kizárólag az első ajtón lehet felszállni, ahol a járművezető ellenőrzi az utazási jogosultságot.
2024. augusztus 17-étől útvonala tesztüzemben a Pongrácz úton át Kőbánya alsó vasútállomásig hosszabbodott. A korábbi szakaszán sűrítő jelleggel 75A jelzéssel újraindult a betétjárata. A trolibuszok a Puskás Ferenc Stadion megállóhely és a kőbányai végállomás között akkumulátoros segédüzemmódban közlekednek. Október 5-én üzemkezdettől a Jászai Mari tér irányába is az Állomás utca – Halom utca – Kőrösi Csoma Sándor út útvonalon közlekedik, valamint érinti a Szent László tér és a Liget tér megállóhelyeket is. A tesztüzem újabb ütemében, november 9-én a kőbányai útvonala jelentősen módosult, a Jászai Mari tértől a Puskás Ferenc Stadionig változatlan útvonalon, tovább a Hungária körút – Salgótarjáni utca – Pongrácz út – Kőrösi Csoma Sándor út – Kápolna utca útvonalon a Kápolna térig közlekedik. 2025. május 5-étől a 75-ös és 75A viszonylatra munkanapokon 20 óra után kizárólag az első ajtón lehet felszállni, ahol a járművezető ellenőrzi az utazási jogosultságot. Május 24-étől – a tesztüzem újabb ütemében – a 73-as viszonylat hosszabbodott meg Kőbányáig, ennek következtében a 75-ös trolibusz útvonala a Puskás Ferenc Stadion metróállomásig rövidült vissza, a 75A pedig megszűnt.

## Útvonala
| Jászai Mari tér felé |
| Puskás Ferenc Stadion M vá. – Hungária körút – Kerepesi út – Ifjúság útja – Stefánia út – Ajtósi Dürer sor – Dózsa György út – Dráva utca – Kárpát utca – Victor Hugo utca – Pozsonyi út – Budai Nagy Antal utca – Jászai Mari tér vá. |
| Puskás Ferenc Stadion metróállomás felé |
| Jászai Mari tér vá. – Budai Nagy Antal utca – Hollán Ernő utca – Szent István park – Kárpát utca – Dráva utca – Dózsa György út – Ajtósi Dürer sor – Stefánia út – Hungária körút – Puskás Ferenc Stadion M vá.                        |

## Megállóhelyei
| 0  | Puskás Ferenc Stadion M végállomás | 27 | 1, 1A 73, 77, 80 95, 130, 195 396, 397, 398, 399, 400, 402, 410, 412, 414, 422, 424, 430, 432, 434, 435, 436, 437, 438, 439, 440, 441, 442, 485, 486 1020, 1021, 1024, 1031, 1034, 1037, 1039, 1040, 1044, 1045, 1046, 1049, 1050, 1052, 1053, 1054, 1060, 1063, 1066, 1067, 1068, 1069, 1070, 1075, 1076, 1077, 1078 | Puskás Aréna, Papp László Budapest Sportaréna, Metróállomás, Volánbusz-állomás |
| 0  | Puskás Ferenc Stadion M            | ∫  | 1, 1A 73, 77, 80 95, 130, 195 396, 397, 398, 399, 400, 402, 410, 412, 414, 422, 424, 430, 432, 434, 435, 436, 437, 438, 439, 440, 441, 442, 485, 486 1020, 1021, 1024, 1031, 1034, 1037, 1039, 1040, 1044, 1045, 1046, 1049, 1050, 1052, 1053, 1054, 1060, 1063, 1066, 1067, 1068, 1069, 1070, 1075, 1076, 1077, 1078 | Puskás Aréna, Papp László Budapest Sportaréna, Metróállomás, Volánbusz-állomás |
| 2  | Szobránc köz                       | 25 | 77 | Puskás Aréna, Papp László Budapest Sportaréna                                  |
| 3  | Egressy út / Stefánia út           | 24 | 77 | Puskás Aréna                                                                   |
| 4  | Stefánia út / Thököly út           | 23 | 72 5, 7, 110, 112 |                                                                                |
| 5  | Zichy Géza utca                    | 21 | 74 |                                                                                |
| 6  | Ötvenhatosok tere                  | 19 | 74, 79 30, 30A, 230 | Ötvenhatosok tere                                                              |
| ∫  | Dembinszky utca                    | 17 | 74, 79 30, 30A, 230 |                                                                                |
| 8  | Damjanich utca / Dózsa György út   | 16 | 70, 79 30, 30A, 230 |                                                                                |
| 9  | Benczúr utca                       | 14 | 79 30, 30A, 230 |                                                                                |
| 11 | Hősök tere M                       | 12 | 72, 79 20E, 30, 30A, 105, 210, 210B, 230 | Szépművészeti Múzeum, metróállomás, Fővárosi Állat- és Növénykert              |
| 13 | Vágány utca / Dózsa György út      | 10 | 79 105, 210, 210B |                                                                                |
| 14 | Lehel utca / Dózsa György út       | 9  | 14 79 105, 210, 210B |                                                                                |
| 15 | Kassák Lajos utca                  | 8  | 79 |                                                                                |
| 17 | Dózsa György út M                  | 7  | 79 | Metróállomás                                                                   |
| 18 | Dráva utca                         | 5  | 79 15 |                                                                                |
| 20 | Vág utca                           | 3  | |                                                                                |
| 21 | Ipoly utca                         | 2  | |                                                                                |
| 22 | Szent István park                  | 1  | 76 |                                                                                |
| 24 | Radnóti Miklós utca                | 0  | 76 |                                                                                |
| 26 | Jászai Mari tér végállomás         | 0  | 2, 2B, 4, 6, 23 76 9, 15, 26, 91, 191, 226, 291 | Margit híd                                                                     |

## Galéria

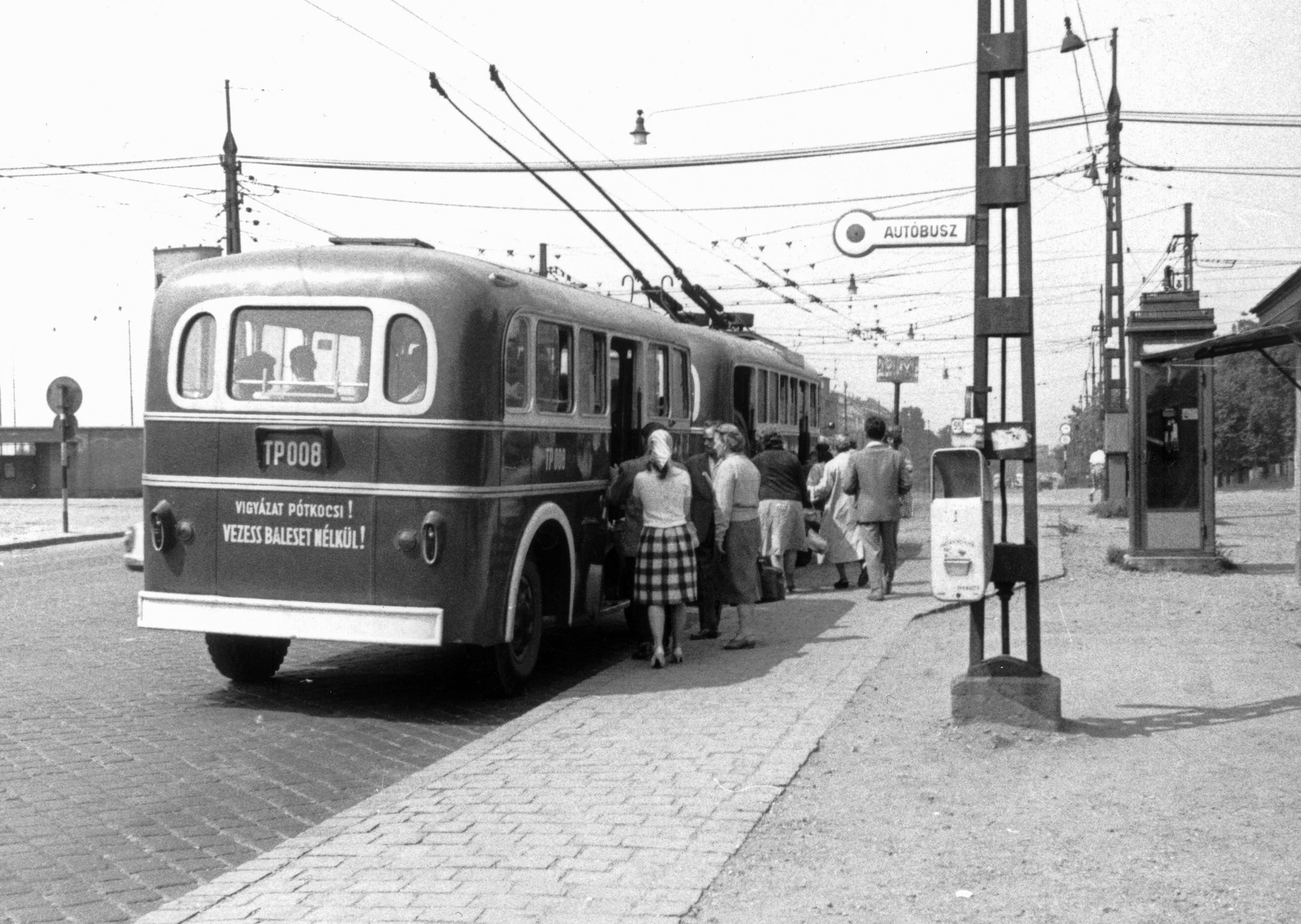
Pótkocsis Ikarus 60T 1962-ben a Salgótarjáni útnál
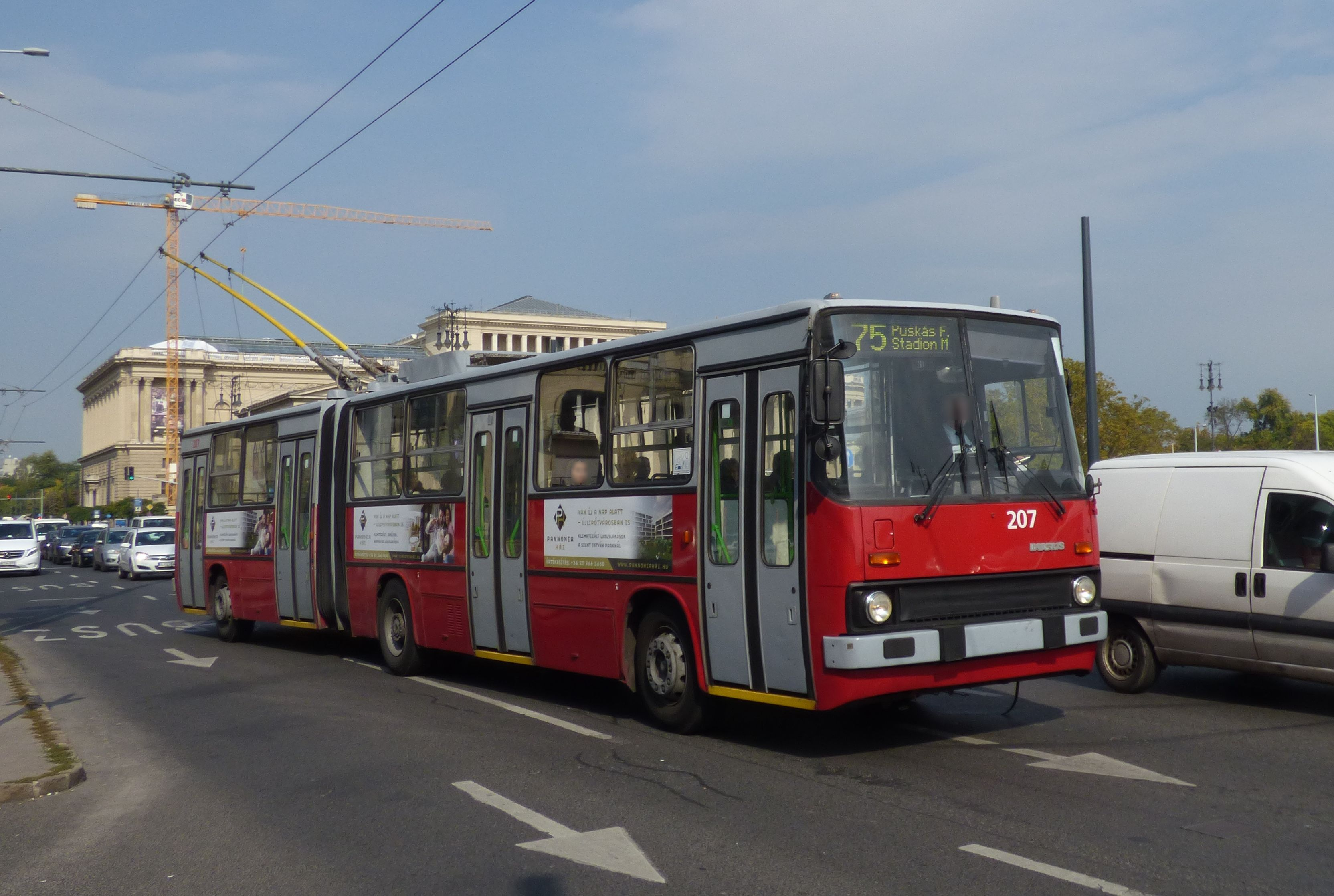
A Hősök terén
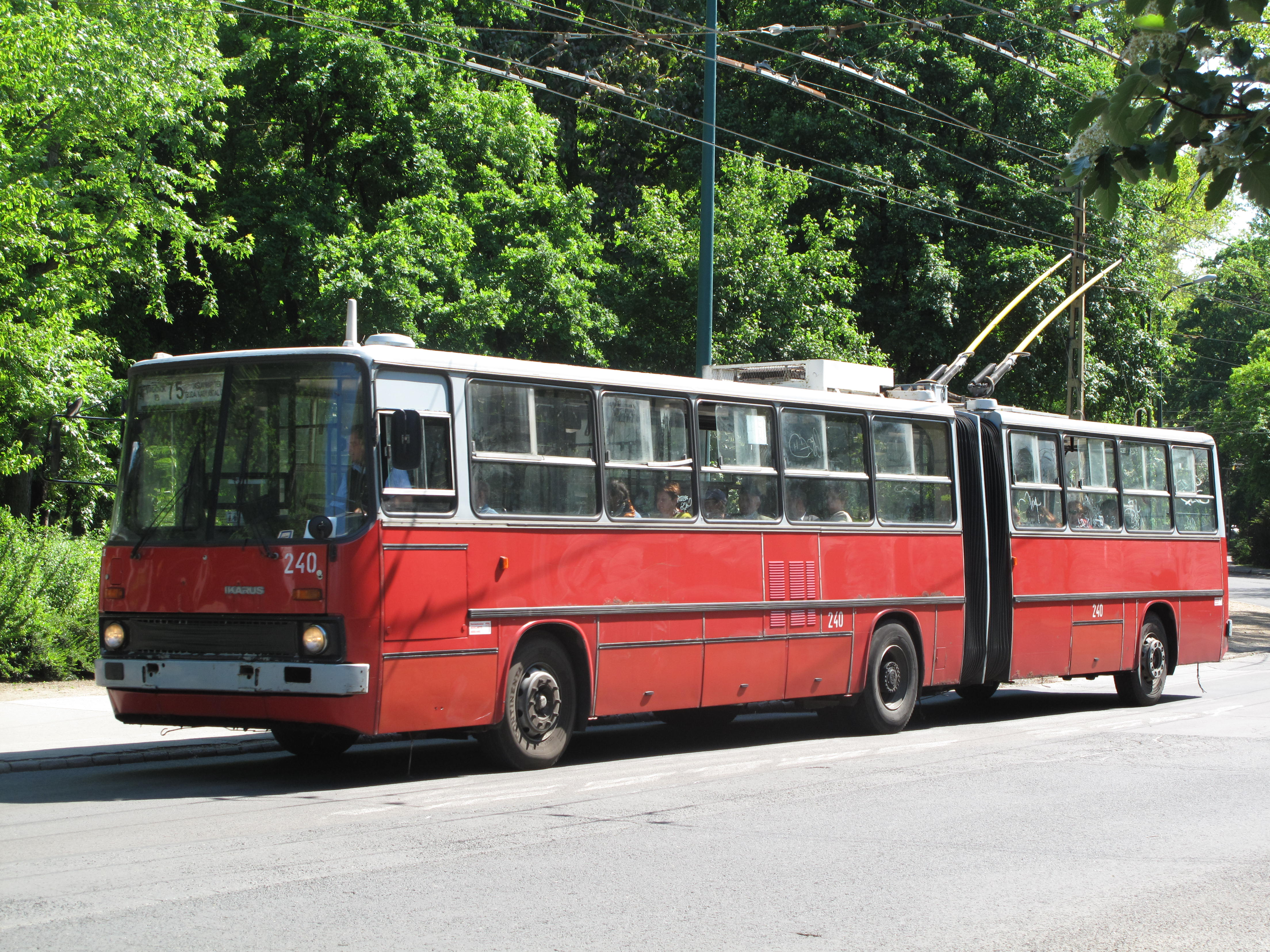
A Városligetben
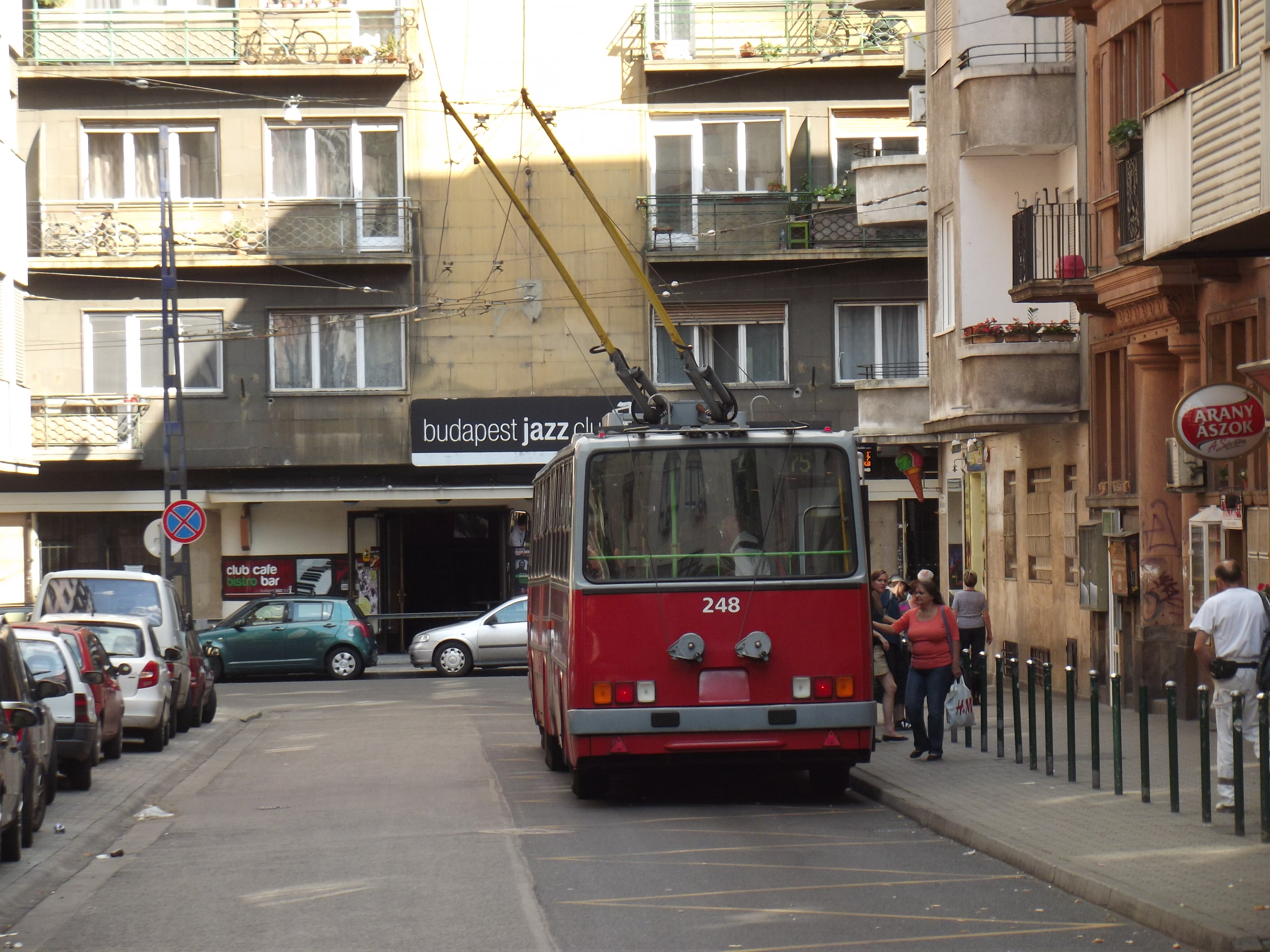
A Jászai Mari téri végállomás
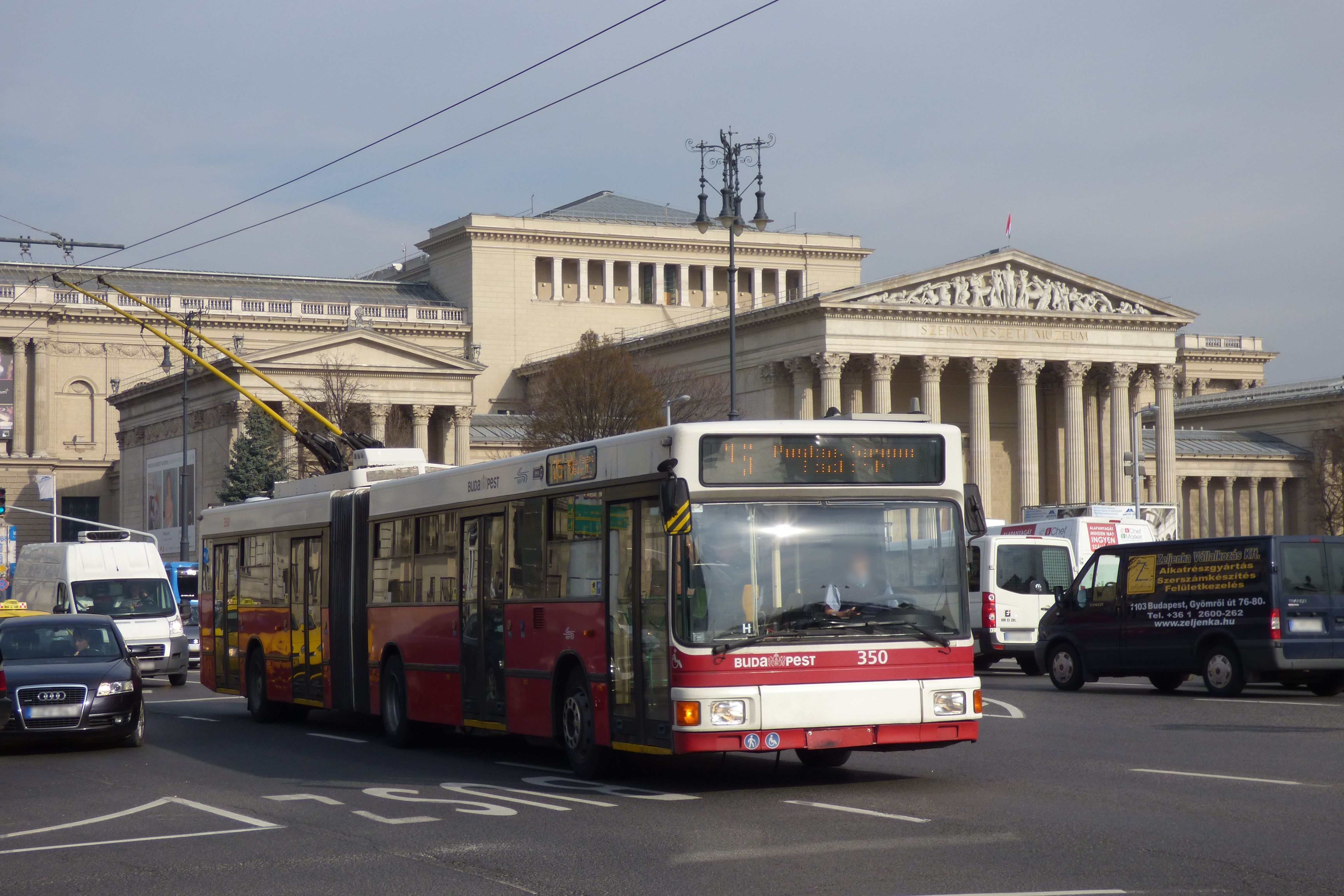
MAN troli a Hősök terén
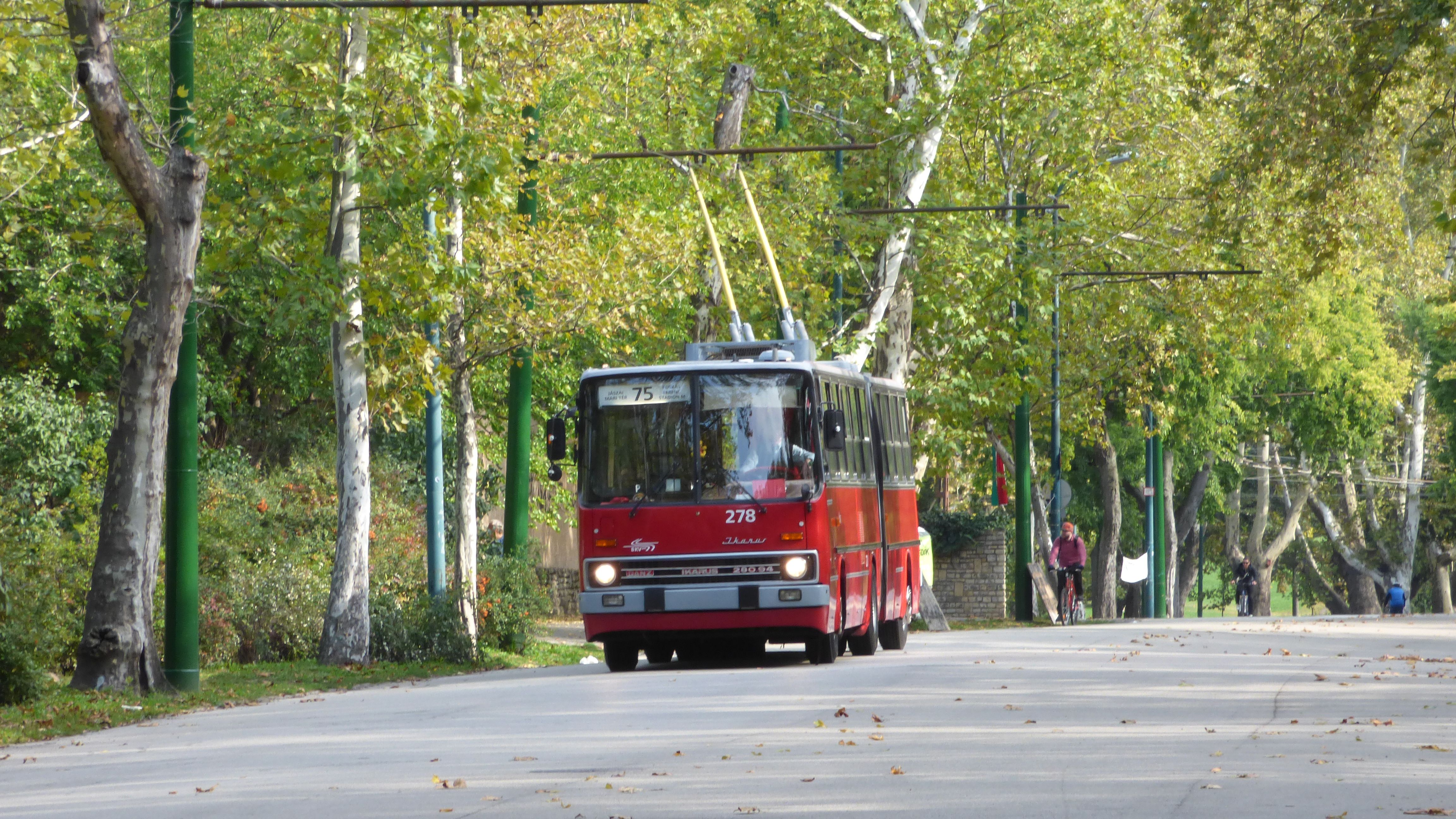
GVM troli a megszűnt városligeti szakaszon
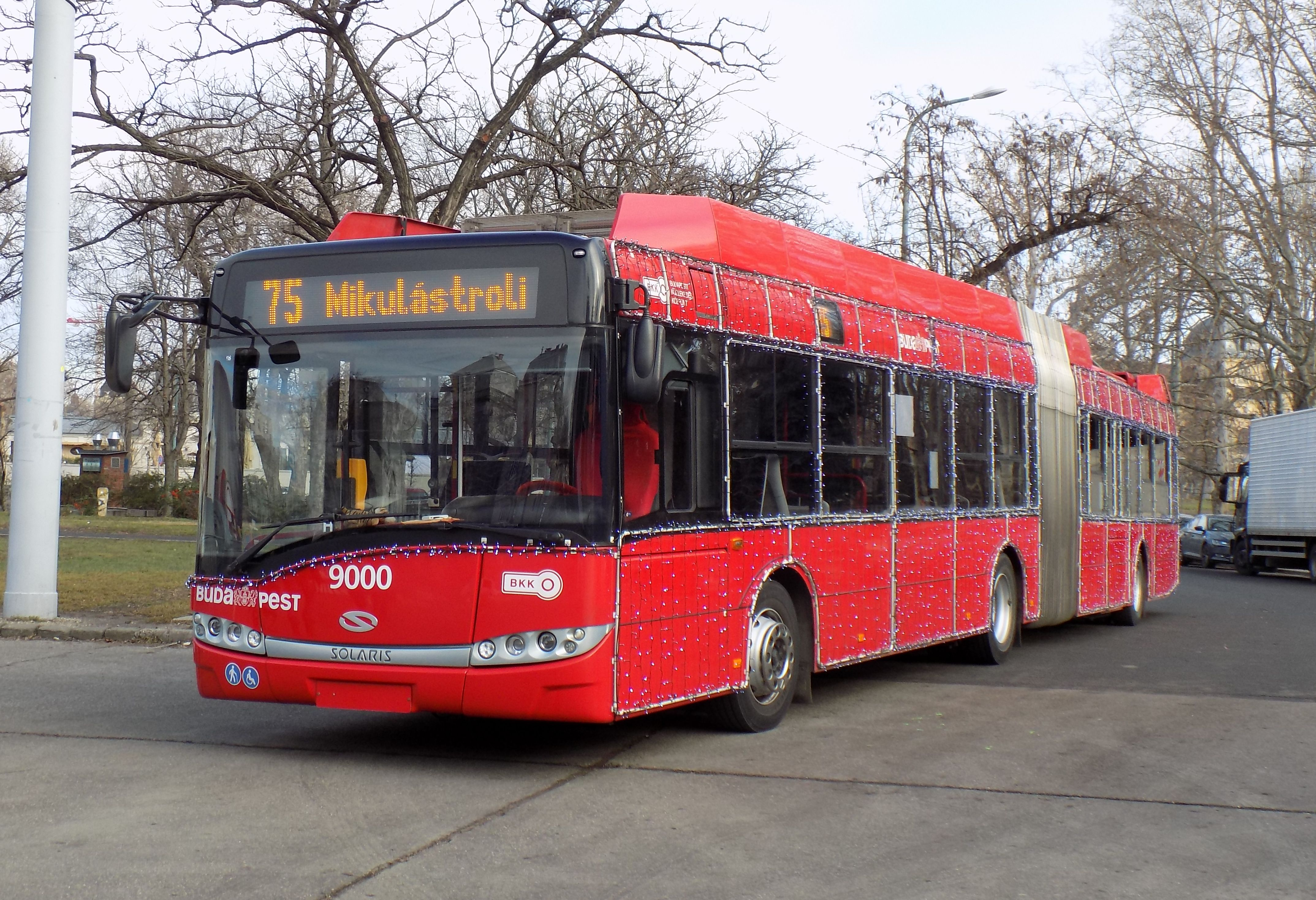
Mikulástroli 75-ös jelzéssel